# 霍恩西和伍德格林 (英國國會選區)

選區在大倫敦的位置

霍恩西和伍德格林（英語：Hornsey and Wood Green），英國國會一自治市選區，包括大倫敦中北部哈林蓋區西部的十個地方選區。
始設於1983年。英國三大政黨保守黨、工黨和自民黨的候選人都先後在本區勝出過。現任議員、自民黨的林恩·菲特史東在2010年大選中，以46.5%選票連任。